# 加賀東谷
加賀東谷（かがひがしたに）は、石川県加賀市にある重要伝統的建造物群保存地区。

## 概要
2011年（平成23年）11月29日、加賀市内の加賀橋立地区（2005年12月27日選定）に続いて、2件目の重要伝統的建造物群保存地区に選定された。東谷地区は、山中温泉荒谷町、今立町、大土町、杉水町の4集落から成り、重伝建の対象地区は151.8ヘクタール、外周が26.8キロメートル。
保存対象は、大きく「伝統的建造物」と「環境物件」の2種類で、前者は、明治期から昭和30年代にかけて建てられた建造物（136棟）と石垣や鳥居などの工作物（243件）で、後者は「伝統的建造物」が位置する土地にある旧道や水田などを含む自然の環境的な要件（58件）である。

## 建物の特徴
加賀東谷地区の主屋の外観的特徴は、2階建の切妻造の屋根に赤褐色の桟瓦葺と煙出である。外壁は杉の下見板張りが施されている。平面形式は「加賀1型」である。加賀1型は、玄関からニワ（土間）、オエ（居間）と続き、梁間いっぱに広がっている。奥には座敷や納屋、仏間を2列設けている。柱の部材にはベンガラ塗りを施し、オエには漆を用いている。
赤瓦
加賀市の赤瓦は、明治期から越前瓦や石州瓦に触発され生産が始まる。東谷地区では、明治前期から昭和30年代に建て替えられ、茅葺屋根から赤瓦の屋根に変わる。　
煙出（けむりだし）
煙出は、室内にある囲炉裏の上部に、瓦屋根から突き出すような形で設置される。その用途は室内に囲炉裏の煙がこもらないようにするためで、明治時代以降に増加したと考えられている。しかし、昭和中期（1960年代）ごろには、薪の利用が減ったため煙出の設置が減少した。
仏間
仏間は冠婚葬祭のための空間である。加賀1型では多くの場合、仏壇は仏間の奥の壁側に設置されるが、火事の時に家の外側から仏壇を救出できるように工夫された作りになっている。

## アクセス
- 加賀温泉駅より、車で約20〜30分